# Startup Weekend
A Startup Weekend é uma organização estadunidense sem fins lucrativos, com sede em Seattle, Washington, nos Estados Unidos. A organização tem como principal objetivo proporcionar eventos de empreendedorismo prático onde são fomentados ideias de inovação. Os eventos dão oportunidade a empreendedores, investidores, desenvolvedores, designers, profissionais de marketing e entusiastas de reunir-se, compartilhar, maturar e validar suas ideias, formar times e criar startups.
Já aconteceram mais de 2.900 Startup Weekends, em mais de 1.500 cidades e mais de 23 mil startups já foram criadas a partir do evento. Além disso, mais de um terço dessas startups continuam ativas mesmo após 3 meses do evento. O Google for Startups e .CO são patrocinadores globais oficiais do evento. Até junho de 2015, países como Estados Unidos, Alemanha, Inglaterra, Brasil, Austrália, Malásia, Irlanda, Japão, Quênia, Porto Rico, México, China, Peru, entre outros, já foram contemplados com eventos da organização.

## História
A Startup Weekend foi fundada por Andrew Hyde em julho de 2007, em Boulder, Colorado, nos Estados Unidos. Após a reunião de 70 empreendedores para criar uma startup em um final de semana, o modelo rapidamente se popularizou. No início de 2010, Marc Nager e Clint Nelsen juntaram-se ao projeto e a organização foi registrada como sem fins lucrativos, mudando-se também para Seattle, no estado estadunidense de Washington. Em fevereiro de 2010, Franck Nouyrigat juntou-se ao projeto como co-diretor e CTO.
Com o passar dos anos, escritórios regionais da Startup Weekend foram abertos em vários outros estados dos Estados Unidos, e também em outros países do globo. Em 2012, foram abertos escritórios da organização na Cidade do México e em Londres. Além disso, segundo Marc Nager, há intenção de alcançar o Brasi, a Índia, a China e países da África e Ásia.
Em junho de 2015, a empresa aceleradora e financiadora Techstarts adquiriu a Up Global, organização sem funs lucrativos que gerencia os eventos da Startup Weekend. A compra tem o objetivo de ampliar o ecosistema global de empreendimento, incentivando os pequenos empreendedores formados nos eventos da Startup Weekend a buscar incubação e aceleração na Techstarts e em outras empresas. Segundo Cohen, co-fundador da Techstarts, a empresa não tem o objetivo de usar os eventos para sua promoção, e eles continuarão a ser abertos e dirigidos pela comunidade.

## Eventos
Todos os eventos acontecem de maneira semelhante. O primeiro dia é reservado para os pitches dos projetos. Um pitch é um discurso rápido e sucinto sobre um assunto. Cada participante tem apenas 1 minuto para fazer seu pitch, e assim cativar o interesse dos outros participantes. No discurso, deve ser priorizado a história dos empreendedores, o problema que se está tratando, o produto que se propõe a resolver o problema, as áreas de conhecimento necessárias para desenvolver o produto (programação, design) e o nome da startup. Todos os presentes votam e são escolhidas as melhores ideias. Estas serão implementadas durante o Startup Weekend.
Formam-se equipes que têm 54 horas para criar seus modelos de negócios, desenvolver as ideias escolhidas, envolvendo programação, design e validação de mercado. Há, durante o evento, duas sessões de mentoria, uma no sábado e uma no domingo, com mentores qualificados dispostos a auxiliar as equipes nas dificuldades de implementação e validação dos projetos.
Depois das 54 horas, no último dia do evento, todas as equipes têm oportunidade de apresentar seus projetos e os produtos criados. Os juízes designados então votam e escolhem as equipes vencedoras, com maior potencial de negócio e escalabilidade. As equipes vencedoras recebem prêmios e têm então oportunidade de apresentar suas ideias a investidores e empreendedores de sucesso.

## Casos de sucesso

### Easy Taxi
Iniciada em uma edição da Startup Weekend no Rio de Janeiro, a empresa Easy Taxi foi de startup criada em 54 horas a multinacional, presente em 30 países, considerada líder global no mercado. A startup começou em 2011, fundada por Tallis Gomes, que obteve a ideia a partir de sua dificuldade de encontrar um táxi em um dia de chuva durante o evento. Depois de ter a ideia validada, e o modelo de negócios pronto, a startup investiu bastante em marketing para poder se tornar conhecida. Depois de vários meses e investimentos dos fundos Rocket, Millicom e Latin America Internet Holding (LIH), a empresa obteve condições suficientes para expandir as operações para o México, Cingapura, Egito, Nigéria, e outros países.

### TripLingo
A TripLingo é mais uma empresa que evoluiu de uma startup criada em uma edição da Startup Weekend, em Atlanta, nos Estados Unidos. A empresa oferece em um aplicativo ferramentas para indivíduos em países estrangeiros, especialmente. Com o aplicativo, os turistas podem aproveitar a viagem de maneira mais produtiva e segura. As ferramentas disponíveis incluem um tradutor de áudio instantâneo para se comunicar com pessoas nativas e um conjunto categorizado de frases úteis quando se está viajando.

### Carousell
Iniciada no Startup Weekend Singapura em 2012, a Carousell é uma startup cujo produto é uma plataforma de compra e venda peer-to-peer, ou seja, consumidor a consumidor diretamente. No evento em Cingapura, a equipe ficou na posição 22, de 80 equipes, onde apenas 20 seriam selecionadas. Segundo Sin Rui, co-fundador da Carousell, duas equipes acima desistiram da competição e a startup conseguiu a última posição classificatória no evento. A equipe terminou a edição do Startup Weekend como vencedora e isso os alavancou na jornada de empreendedorismo. Desde então, a Carousell se tornou a aplicação número 1 na categoria "estilo de vida" em Cingapura e está presente em Taiwan, Indonesia e Malaysia. Em 2014, conseguiu 6 milhões de mólares através da Sequoia Capital, empresa de investimentos que apoiou companhias como Apple e Google.

### Rover.com
Vencedora da edição Startup Weekend Seattle 2011, a Rover.com, inicialmente chamada A Place for Rover, oferece um serviço online onde criadores de animais domésticos necessitando de ajuda e pessoas dispostas a cuidar de animais por alguns dias podem se encontrar.  Em 2013, o grupo de financiamento The Foundry levantou em uma rodada de investimento 7 milhões de dólares para a startup. A Rover.com é comumente chamada de "Airbnb para cães", fazendo menção à startup AirBnb, que oferece um serviço olinde de anúncio, descoberta e reserva de acomodações. Em 2014, a empresa de capital de ventura Menlo Ventures liderou uma rodada de investimentos to total de 12 milhões de dólares para a Rover.com. A razão para tamanho investimento é a vasta dimensão do mercado de pet sitting nos Estados Unidos, estimada em quase 60 bilhões de dólares em 2014. Em agosto de 2015, a Rover.com anuncia ter 25 mil cuidadores de animais certificados.

## Ligações Externas
- «Sítio oficial»